# Hévié
Hévié è un arrondissement del Benin situato nella città di Abomey-Calavi (dipartimento dell'Atlantico) con 16.464 abitanti (dato 2006).